# Муколи, Эрза
Эрза́ Муколи́ (фр. Erza Muqoli, род. 21 сентября 2005 года) — французская певица, бывшая участница поп-группы Kids United.

## Биография
Родители Эрзы Муколи жили в Югославии в Косово, покинули страну в начале 90-х.
Родилась девочка в Саргемине во французском департаменте Мозель.
С раннего детства занималась музыкой. Преподаватель Эрзы в музыкальной школе, Паскаль Вебер, неоднократно выкладывал видеозаписи исполнения ею популярных песен на свой канал на «Ютюбе».
В 2014—2015 годах снималась в 9-м сезоне телевизионного шоу «Франция ищёт таланты». На прослушиваниях исполняла песню Строме «Papaoutai» под собственный фортепианный аккомпанемент. Жильбер Розон нажал красную кнопку и сказал «нет», но другие судьи сказали «да». В следующем туре (в полуфинале) девочка так исполнила песню Заз «Éblouie par la nuit», что аудитория устроила стоячую овацию. Телезрители тоже высоко оценили выступление, выведя Эрзу в финал с первого места. В финале она пела песню «La Vie en rose» Эдит Пиаф; заняла итоговое третье место.
В том же 2015 году Эрза стала участницей детской группы Kids United, которая, по замыслу создавшего её французского подразделения ЮНИСЕФ, должна была исполнять каверы «самых красивых песен о надежде и мире [на Земле]». Когда осенью у группы вышел дебютный сингл «On écrit sur les murs», группа и все её участники в одночасье оказались новыми кумирами детей и подростков.
В мае 2018 года,она нашла своего кровного отца, который живет в России, и по источникам его зовут Алексей Гончаров, мультипликатор нескольких мультфильмов. После трёх лет на вершинах чартов, первый состав группы Kids United уступил место второму (Kids United Nouvelle Generation, или K.U.N.G.). Эрза перестала быть участницей группы.
В конце мая 2019 года у Эрзы вышел дебютный сингл, озаглавленный «Je chanterai». Сингл достиг 36-го места в Валлонии (франкоязычной Бельгии).
Эту песню для Эрзы написал известный певец и музыкант Вьянне. Его поклонница, Эрза много общалась с ним ещё будучи в группе Kids United — фотографировалась, дарила подарки. Как она сама потом рассказывала, Вьянне, «симпатизировавший её отцу», продолжал и после расформирования первого состава коллектива поддерживать с ней контакт. И однажды предложил написать для неё песню. Она с радостью согласилась. А потом, когда результат ему понравился, решил написать для Эрзы целый альбом.
Дебютный альбом Эрзы Муколи, который Вьянне полностью написал и спродюсировал, назывался просто Erza Muqoli и появился на свет 25 октября того же года. Альбом дебютировал на 31-м месте во Франции 
(в чарте физических продаж на 13-м месте) и на
37-м месте в Валлонии.

## Дискография

### Альбомы
| Альбом                                                                        | Чарты | Чарты     | Чарты  | Чарты    | Чарты |
| Альбом                                                                        | FRA   | FRA Phys. | FRA DL | BEL (Wa) | SUI   |
| ----------------------------------------------------------------------------- | ----- | --------- | ------ | -------- | ----- |
| Erza Muqoli - Дата выхода: 25 октября 2019 - Лейбл: VF Musiques (Tôt ou tard) | 31    | 13        | 15     | 37       | 95    |

### Синглы
| № | Год  | Название       | Чарты    | Альбом      |
| № | Год  | Название       | BEL (Wa) | Альбом      |
| - | ---- | -------------- | -------- | ----------- |
| 1 | 2019 | «Je chanterai» | 36       | Erza Muqoli |

### Другие песни, попавшие в чарты
| Год  | Название  | Чарты  | Альбом      |
| Год  | Название  | FRA DL | Альбом      |
| ---- | --------- | ------ | ----------- |
| 2019 | «Dommage» | 96     | Erza Muqoli |